# カサマツ
カサマツ株式会社 は、富山県富山市問屋町1-8に本社を置く、医薬品・臨床検査試薬・医療用機器を行う企業であった。現在は、アルフレッサ ホールディングスグループの一社「明祥」である。

## 概要
- 資本金 1億円

## 営業所
富山県富山市・富山県高岡市・富山県魚津市・新潟県上越市 

## 沿革
- 明治38年3月中国の上海に資本金300万円で「有限会社重松大薬房」を設立
- 昭和15年「株式会社重松大薬房」に商号変更。
- 昭和21年終戦にて中国から引き上げ。
- 昭和24年1月富山市で資本金100万円で富山市木町28に「有限会社重松薬房」設立。

「重松薬房・富山店」（富山市若木町）「重松薬房・高岡店」（高岡市定塚町1）設立
- 昭和43年7月「カサマツ株式会社」に商号変更。
- 昭和44年10月「カサマツ株式会社」が「島田元之助薬店」を合併
- 昭和46年4月「カサマツ株式会社」が「福森薬品株式会社」（富山県富山市中野26）を合併
- 平成10年4月1日「明希」を存続会社として合併し「カサマツ明希株式会社」と商号変更。

## 主な取引メーカー
- 三共
- エーザイ
- 住友製薬
- 第一製薬
- 武田薬品